# Зипойт
Зипойт (Зипойт I; др.-греч. Zιπoίτης Α΄; 354—278 до н. э.) — царь Вифинии в 326—278 до н. э.
Зипойт был сыном Баса, первого независимого правителя Вифинии. Унаследовав престол после его смерти в 326 до н. э., Зипойт правил сорок восемь лет. Его долгое правление ознаменовалось войнами с Лисимахом и Антиохом I Сотером. В 315 до н. э. Зипойт вёл войну против греческих колоний Астак и Халкедон, однако, взять их ему не удалось из-за пришедших грекам на помощь войск, посланных Антигоном Одноглазым под командованием Полемея. После победы над Лисимахом Зипойт основал город около горы Липера, назвав его в свою честь Зипойтием.
Зипойт прожил 76 лет и оставил после себя четырёх сыновей, старший из которых, Никомед, унаследовал власть в Вифинии. Также Зипойт был первым правителем Вифинии, который принял титул царя.